# Одеон (театр)
Театр «Одеон», или Театр де Франс (фр. Théâtre de l’Odéon) — один из шести французских национальных театров, расположенный в шестом округе Парижа, на левом берегу Сены, рядом с Люксембургским садом, близ станции метро Одеон.

## История
Здание театра построено в период между 1779 и 1782 годами в парке при бывшем отеле Конде в стиле неоклассицизма по проекту Шарля де Вайи и Мари-Жозефа Пейра в подражание зданию театра «Комеди Франсез». Театр «Одеон» был открыт королевой Марией-Антуанеттой 9 апреля 1782 года. 

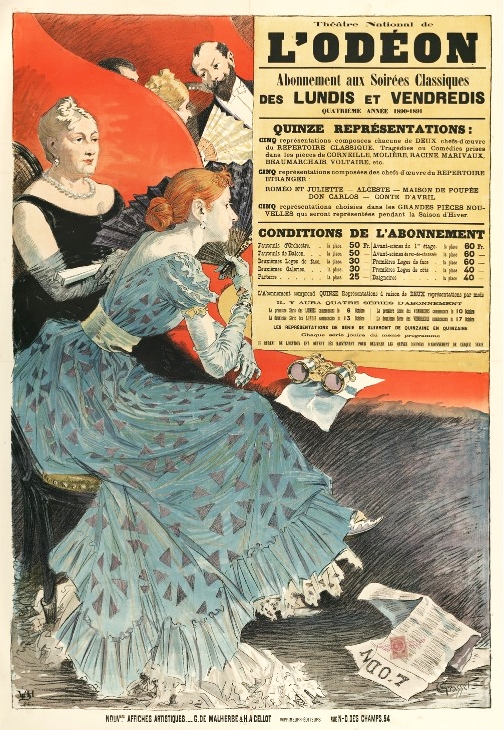
Афиша театра.
Худ Эжен Грассе, 1890

В 1784 году здесь состоялась премьера пьесы Бомарше «Безумный день, или Женитьба Фигаро».
В 1925 году на Всемирной выставке в Париже театр «Одеон» удостоен золотой медали.
В 1990 году Одеон получил звание «театра Европы». Является членом Союза театров Европы. После увольнения Оливье Пи с поста директора театра в 2011 году по решению правительства (он успешно руководил театром с 2007) его место в марте 2012 занял Люк Бонди, остававшийся в этой должности вплоть до кончины в 2015 году. 15 января 2016 года новым директором театра стал постановщик Стефан Брауншвейг.